# Lijst van werken van Rogier van der Weyden
Dit is een lijst van werken die aan Rogier van der Weyden worden toegeschreven.

## Toegeschreven werken
De volgende werken worden vrijwel unaniem toegeschreven aan Rogier van der Weyden. Bij de uitvoering werd hij soms bijgestaan door ateliermedewerkers.
| Afbeelding | Titel                                                                       | Datering                   | Techniek                                           | h × b (cm)                                         | Verblijfplaats                                                          | Opmerkingen                                                          |
| ---------- | --------------------------------------------------------------------------- | -------------------------- | -------------------------------------------------- | -------------------------------------------------- | ----------------------------------------------------------------------- | -------------------------------------------------------------------- |
|            | Kruisafneming                                                               | ca. 1435                   | olieverf op eiken paneel                           | 220 × 259                                          | Madrid, Prado inv. 2825                                                 |                                                                      |
|            | Lucas-Madonna of Sint-Lucas tekent het portret van de Madonna               | ca. 1435                   | olieverf op eiken paneel                           | 138 × 111                                          | Boston, Museum of Fine Arts inv. 93.153                                 |                                                                      |
|            | Portret van een jonge vrouw                                                 | ca. 1435-1445              | olieverf op eiken paneel                           | 47 × 32                                            | Berlijn, Gemäldegalerie inv. 545d                                       |                                                                      |
|            | Portret van een jonge vrouw                                                 | ca. 1440-1445              | zilverstift op papier                              | 16,7 × 11,7                                        | Londen, British Museum inv. 1874-8-8-2266                               |                                                                      |
|            | Durán-Madonna of Maria met Kind in een nis                                  | ca. 1440                   | olieverf op paneel                                 | 100 × 52                                           | Madrid, Prado inv. 2722                                                 |                                                                      |
|            | Miraflorestriptiek of Triptiek van Onze-Lieve-Vrouw                         | ca. 1440                   | olieverf op eiken paneel                           | elk luik: 74 × 45                                  | Berlijn, Gemäldegalerie inv. 534A                                       |                                                                      |
|            | Kruisigingstriptiek                                                         | ca. 1440                   | olieverf op eiken paneel                           | middenpaneel: 96 × 69; zijpanelen: 101 × 35        | Wenen, Kunsthistorisches Museum inv. 901                                |                                                                      |
|            | De bewening of Piëta                                                        | ca. 1441                   | olieverf op eiken paneel                           | 33 × 47                                            | Brussel, Koninklijke Musea voor Schone Kunsten van België inv. 3515     |                                                                      |
|            | Triptiek van de Zeven Sacramenten (Chevrot-altaarstuk)                      | ca. 1440-1445              | olieverf op eiken paneel                           | middenpaneel: 200 × 97; zijpanelen: 119 × 63       | Antwerpen, Koninklijk Museum voor Schone Kunsten Antwerpen inv. 393-395 |                                                                      |
|            | Bladelintriptiek of Middelburg-altaar                                       | circa 1445-1450            | olieverf op eiken paneel                           | zijpanelen: 94 × 42; middenpaneel: 94 × 92         | Berlijn, Gemäldegalerie inv. 535                                        |                                                                      |
|            | Lezende Maria Magdalena                                                     | voor 1438 of ca. 1440-1450 | olieverf op paneel                                 | 62 × 54                                            | Londen, National Gallery inv. 654                                       |                                                                      |
|            | Hoofd van Sint-Catharina                                                    | voor 1438 of ca. 1440-1450 | tempera en olieverf (?) op paneel                  | 21 × 18                                            | Lissabon, Museu Calouste Gulbenkian inv. 79A                            |                                                                      |
|            | Hoofd van Jozef                                                             | voor 1438 of ca. 1440-1450 | tempera en olieverf (?) op paneel                  | 21 × 18                                            | Lissabon, Museu Calouste Gulbenkian inv. 79B                            |                                                                      |
|            | Jean Wauquelin overhandigt zijn ‘Chroniques de Hainaut’ aan Filips de Goede | circa 1447-1448            | verf, bladgoud en inkt op perkament                | 15,4 × 20                                          | Brussel, Koninklijke Bibliotheek ms. 9242, fol.1                        | Presentatieminiatuur in de Chroniques de Hainaut                     |
|            | Het Laatste Oordeel                                                         | 1443-1451                  | olieverf op eiken paneel (deels overgezet op doek) | middenpaneel: 220 x 109; geopend altaar: 210 × 548 | Beaune, Musée de l'Hôtel-Dieu                                           |                                                                      |
|            | Braque-triptiek                                                             | circa 1450-1452            | olieverf op paneel                                 | middenpaneel: 34 × 62; zijpanelen: 34 × 27         | Parijs, Louvre nv. RF 2063                                              |                                                                      |
|            | Columba-altaarstuk of Triptiek met de aanbidding door de koningen           | ca. 1455                   | olieverf op eiken paneel                           | middenpaneel: 140 × 153; vleugels: 140 × 73        | München, Alte Pinakothek inv. WAF 1189-1191                             |                                                                      |
|            | Medici-Madonna of Madonna met Kind en vier heiligen                         | na 1453                    | gemengde techniek op eiken paneel                  | 51 × 38                                            | Frankfurt am Main, Städel Museum inv. 850                               |                                                                      |
|            | Calvarie van Scheut of Kruisiging van Scheut                                | ca. 1455                   | olieverf op eiken paneel                           | 325 × 192                                          | San Lorenzo de El Escorial, El Escorial inv. 10014602                   |                                                                      |
|            | Johannestriptiek (+ atelier)                                                | ca. 1455                   | olieverf op eiken paneel                           | elk paneel: 77 × 48                                | Berlijn, Gemäldegalerie inv. 534B                                       |                                                                      |
|            | Portret van Antoon van Bourgondië                                           | ca. 1460                   | olieverf op eiken paneel                           | 38 × 28                                            | Brussel, Koninklijke Musea voor Schone Kunsten van België inv. 1449     |                                                                      |
|            | Portret van Francesco d'Este                                                | ca. 1460                   | olieverf op paneel                                 | 30 × 20                                            | New York, Metropolitan Museum of Art inv. 32.100.43                     |                                                                      |
|            | Portret van een jonge vrouw                                                 | circa 1460                 | olieverf op paneel                                 | 34 × 25,5                                          | Washington, National Gallery of Art inv. 1937.1.44                      |                                                                      |
|            | Portret van een onbekende man                                               | ca. 1460-1462              | olieverf op paneel                                 | 32 × 22,8                                          | Madrid, Museo Thyssen-Bornemisza inv. 1930.26                           |                                                                      |
|            | Madonna ten halven lijve (linkerpaneel van een diptiek)                     | circa 1460                 | olieverf op paneel (overgebracht op doek)          | 49 x 31                                            | San Marino (Californië), The Huntington Art Gallery inv. 26,105         | De Madonna hoort waarschijnlijk bij het portret van Philippe de Croÿ |
|            | Portret van Philippe de Croÿ (rechterpaneel van een diptiek)                | circa 1460                 | olieverf op eiken paneel                           | 49 x 30                                            | Antwerpen, Koninklijk Museum voor Schone Kunsten Antwerpen inv. 254     | Zie vorige                                                           |
|            | Diptiek van Jean Gros, linkerpaneel: Madonna met kind (+ atelier)           | ca. 1460-1464              | olieverf op eiken paneel                           | 39 × 29                                            | Doornik, Musée des beaux-arts de Tournai inv. 481                       |                                                                      |
|            | Diptiek van Jean Gros, rechterpaneel: Portret van Jean Gros (+ atelier)     | ca. 1460-1464              | olieverf op eiken paneel                           | 39 × 29                                            | Chicago, Art Institute of Chicago inv. 1933.1052                        |                                                                      |
|            | Madonna ten halven lijve (of atelier ?)                                     | ca. 1460                   | olieverf op paneel                                 | 32 × 23                                            | Houston, Museum of Fine Arts inv. 44-535                                |                                                                      |
|            | Bewening met opdrachtgever of De bewening van Christus (+ atelier)          | circa 1460-1464 (?)        | olieverf op paneel                                 | 80,6 x 130,1                                       | Den Haag, Mauritshuis                                                   |                                                                      |
|            | Bewening voor het open graf (+ atelier)                                     | circa 1463-1464            | olieverf op eiken paneel                           | 110 x 96                                           | Florence, Uffizi inv. 1114                                              |                                                                      |
|            | Calvariediptiek                                                             | ca. 1463-1464              | olieverf op eiken paneel                           | elk luik: 178 × 90,2                               | Philadelphia, Philadelphia Museum of Art inv. 334-335                   | Ook toegeschreven aan een navolger                                   |

## Verloren werken
De volgende werken zijn alleen bekend van replieken door ateliermedewerkers of kopieën door latere kunstenaars.
| Afbeelding | Titel                                                                                                  | Datering origineel | Techniek                                         | h × b (cm)                    | Verblijfplaats                         | Opmerkingen |
| ---------- | --- | ------------------ | ------------------------------------------------ | ----------------------------- | -------------------------------------- | --- |
|            | De gerechtigheid van Trajanus en Herkenbald                                                            | ca. 1435-1450      |                                                  | 4 panelen elk ca. 4,5 × 4,5 m | voorheen Brussel, Stadhuis             | Verloren gegaan in 1695; het tapijt (voor 1461) is een vrije kopie van vier panelen                                                             |
|            | Madonna-triptiek                                                                                       | 1446               |                                                  |                               | voorheen Brussel, Karmelietenkerk      | Verloren gegaan (bekend van een beschrijving uit 1660)                                                                                          |
|            | Portret van Isabella van Portugal (atelierwerk naar het altaarstuk van Batalha; gewijzigd in ca. 1530) | ca. 1445-1450      | olieverf op paneel                               | 47 × 38                       | J. Paul Getty Museum, Los Angeles      | |
|            | Portret van Filips de Goede zonder hoofddeksel                                                         | ca. 1450           | olieverf op paneel; lijst en paneel uit een stuk | 51 × 37,5                     | Madrid, Palacio Real de Madrid         | Deze versie wordt door sommige kunsthistorici voor eigenhandig gehouden. Latere versies in Berlijn en Antwerpen.                                |
|            | Portret van Filips de Goede met een kaproen (atelier-repliek)                                          | ca. 1450           | olieverf op eiken paneel                         | 29,6 × 21,3                   | Dijon, Musée des Beaux-Arts, inv. 3782 | Mogelijk was het origineel een tekening of olieverfschets; andere kopieën in o.a. Antwerpen, Brugge, Gent, Parijs, Wenen en de Royal Collection |
|            | Portret van Karel de Stoute (atelier-repliek)                                                          | ca. 1460           | olieverf op eiken paneel                         | 50,9 × 33,6                   | Berlijn, Gemäldegalerie, cat.nr. 545   | |

## Flémalle-groep
De volgende werken uit de Flémalle-groep (werken die lange tijd aan de Meester van Flémalle of zijn directe omgeving zijn toegeschreven) zijn afwisselend door verschillende kunsthistorici met Rogier van der Weyden in verband gebracht. Het zou dan gaan om zijn vroegste werken, die hij in het atelier van Robert Campin heeft gemaakt. De meeste toeschrijvingen in deze paragraaf zijn omstreden.
| Afbeelding | Titel                                                                                  | Datering                  | Techniek                            | h × b (cm)              | Verblijfplaats                                         | Opmerkingen |
| ---------- | -------------------------------------------------------------------------------------- | ------------------------- | ----------------------------------- | ----------------------- | ------------------------------------------------------ | --- |
|            | Kruisiging                                                                             | ca. 1425-1430 of ca. 1440 | olieverf op eiken paneel            | 79 × 49                 | Berlijn, Gemäldegalerie inv. 538A                      | Een vroeg werk van Rogier van der Weyden of een iets later werk door een ateliermedewerker                                                                            |
|            | Tronende madonna in een nis                                                            | ca. 1430-1440             | olieverf op paneel                  | 14 × 10                 | Madrid, Museo Thyssen-Bornemisza inv. 1930.25          | Een vroeg werk van Rogier van der Weyden of van een ateliermedewerker van Robert Campin of een ateliermedewerker van Rogier van der Weyden                            |
|            | Sint-Joris en de draak                                                                 | ca. 1430-1440             | olieverf op paneel                  | 14 × 10                 | Washington D.C., National Gallery of Art inv. 1966.1.1 | Naar een werk van Jan van Eyck; toegeschreven aan Rogier van der Weyden of een ateliermedewerker van Robert Campin of een ateliermedewerker van Rogier van der Weyden |
|            | Mérode-altaarstuk of Mérode-triptiek                                                   | ca. 1425-1435             | olieverf op eiken paneel            | 64,1 × 63,2             | New York, Metropolitan Museum of Art inv. 56.70        | Atelier Robert Campin, in meerdere fasen uitgevoerd door minstens drie kunstenaars, onder wie mogelijk Rogier van der Weyden (linkervleugel)                          |
|            | Flémalle-paneel: De heilige Veronica                                                   | ca. 1430                  | olieverf op eiken paneel            | 148,2 × 57,7            | Frankfurt, Städel Museum                               | Robert Campin en/of atelier (onder wie Rogier van der Weyden ?) |
|            | Portret van een gezette man                                                            | ca. 1430-1435             | olieverf op eiken paneel            | 29,2 × 17,7             | Berlijn, Gemäldegalerie inv. 537A                      | Atelier Robert Campin (Rogier van der Weyden ?); de man werd voorheen geïdentificeerd als Robrecht van Massemen (Robert de Masmines)                                  |
|            | Portret van een man                                                                    | ca. 1435                  | olieverf en tempera op eiken paneel | 40,7 × 28,1             | Londen, National Gallery inv. NG653.1                  | Robert Campin of Rogier van der Weyden |
|            | Portret van een vrouw                                                                  | ca. 1435                  | olieverf en tempera op eiken paneel | 40,6 × 28,1             | Londen, National Gallery inv. NG653.2                  | Robert Campin of Rogier van der Weyden |
|            | Werl-triptiek (zijpanelen): Heinrich von Werl met Johannes de Doper De heilige Barbara | 1438 (gedateerd)          | olieverf op eiken paneel            | elk paneel: 99,5 × 45,5 | Madrid, Prado                                          | Navolger Robert Campin (werkzaam in het atelier van Rogier van der Weyden ?)                                                                                          |

## Atelierwerk: schilderijen (selectie)
De volgende werken worden toegeschreven aan ateliermedewerkers, die naar schetsen en modellen van Rogier van der Weyden werkten of zelf composities uitwerkten.
| Afbeelding | Titel                                                                     | Datering      | Techniek                            | h × b (cm)          | Verblijfplaats                                                      | Opmerkingen |
| ---------- | ------------------------------------------------------------------------- | ------------- | ----------------------------------- | ------------------- | ------------------------------------------------------------------- | --- |
|            | Annunciatietriptiek, middenpaneel: Annunciatie                            | ca. 1435-1440 | olieverf op eiken paneel            | 87 × 91             | Parijs, Louvre inv. 1982                                            | |
|            | Annunciatietriptiek, luiken: Biddende geestelijke en De visitatie         | ca. 1435-1440 | olieverf op eiken paneel            | elk luik: 89 × 36,5 | Turijn, Galleria Sabauda inv. 210 en 320                            | |
|            | Abegg-triptiek                                                            | ca. 1440      | olieverf op paneel                  | 103 × 138           | Riggisberg, Abegg-Stiftung inv. 14.2.63                             | |
|            | De droom van paus Sergius                                                 | ca. 1440-1450 | olieverf op eiken paneel            | 90 × 81,6           | Los Angeles, J. Paul Getty Museum inv. 72.PA.20                     | Evenals het volgende schilderij gemaakt voor de Sint-Hubertuskapel in de Sint-Goedelekathedraal in Brussel               |
|            | De opgraving van de heilige Hubertus                                      | ca. 1440-1450 | olieverf en tempera op eiken paneel | 88,2 × 81,2         | Londen, National Gallery inv. NG783                                 | Het ontwerp en de uitvoering van enkele figuren op de voorgrond zijn mogelijk van de hand van Rogier van der Weyden zelf |
|            | De heiligen Margareta en Apollonia, rechterluik van een triptiek          | ca. 1445-1455 | olieverf op eiken paneel            | 51,5 × 27.5         | Berlijn, Gemäldegalerie inv. 534C                                   | |
|            | Diptiek van de Madonna met kind en de heilige Catharina (linkerpaneel)    | na 1450       | olieverf op eiken paneel            | 19 × 12             | Wenen, Kunsthistorisches Museum inv. 951                            | |
|            | Diptiek van de Madonna met kind en de heilige Catharina (rechterpaneel)   | na 1450       | olieverf op eiken paneel            | 19 × 12             | Wenen, Kunsthistorisches Museum inv. 955                            | |
|            | De visitatie                                                              | ca. 1450      | olieverf en tempera op paneel       | 58 × 36             | Leipzig, Museum der bildenden Künste inv. 1550                      | |
|            | Diptiek van Jean de Froimont, linkerpaneel: Madonna met Kind              | ca. 1465      | olieverf op eiken paneel            | 51 × 33             | Caen, Musée des beaux-arts inv. M.91                                | |
|            | Diptiek van Jean de Froimont, rechterpaneel: Portret van Jean de Froimont | ca. 1465      | olieverf op eiken paneel            | 51 × 33             | Brussel, Koninklijke Musea voor Schone Kunsten van België inv. 4279 | |